# Estrume

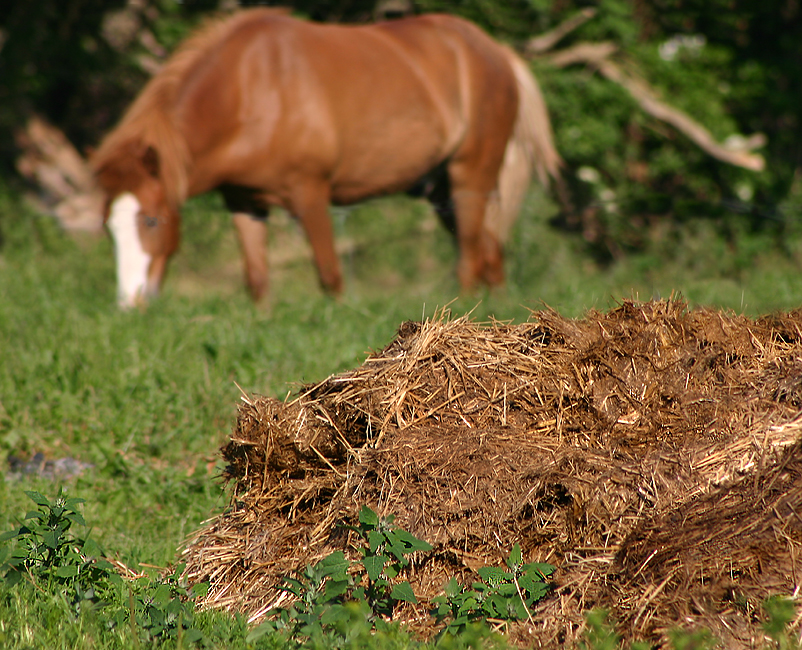
O estrume de origem animal é em geral uma mistura de fezes e material orgânico proveniente das camas utilizadas nos estábulos.

Estrume ou esterco são designações dadas ao material orgânico em avançado estado de decomposição utilizado como fertilizante e condicionador dos solos para melhoria das práticas agrícolas. Os estrumes contribuem  para a fertilidade dos solos pela adição de matéria orgânica e de nutrientes para as plantas, tais como em nível macronutriente o azoto, cálcio, magnésio, potássio e o fósforo. E a nível micronutriente cobre e zinco.